# Calceolaria ternata
Calceolaria ternata är en toffelblomsväxtart som beskrevs av U. Molau. Calceolaria ternata ingår i släktet toffelblommor, och familjen toffelblomsväxter. Inga underarter finns listade i Catalogue of Life.